# Pronto, chi gioca?
Pronto, chi gioca? fu un programma televisivo di Rai 1 trasmesso nelle stagioni 1985-1986 e 1986-1987 nella fascia di mezzogiorno dal lunedì al venerdì.
Fu condotto da Enrica Bonaccorti che sostituì Raffaella Carrà nel salotto TV di mezzogiorno, dopo il fortunato Pronto, Raffaella?. Andava in onda dalle 12:05 alle 14:15, con all'interno l'edizione delle 13:30 del TG1.
La regia del programma fu sempre di Gianni Boncompagni. La prima puntata fu trasmessa il 7 ottobre 1985, l'ultima il 26 giugno 1987. In totale furono prodotte, in due edizioni, 376 puntate.

## Il programma
I contenuti del programma erano i giochi telefonici e le interviste agli ospiti (che potevano essere sia gente comune sia personaggi noti).
Partecipava al programma il quartetto comico Premiata Ditta che si esibiva in vari sketch, oltre a una soubrette, che nella prima stagione fu Alessandra Martines e nella seconda Maria Laura Baccarini, che eseguivano in ogni puntata un balletto; le coreografie erano state affidate a Don Lurio nella prima edizione e a Luciana Verdeggiante nella seconda, mentre delle musiche si occupava Paolo Ormi.
Partecipavano al programma anche due bambini: Davide, di 4 anni, e Vittoria, di 5 anni, e Paolo Panelli, che interpretava il burbero nonno di Enrica Bonaccorti.
Nella primavera 1987 la trasmissione si trasformò per cinque sabati in prima serata in Pronto Topolino?, in abbinamento alla messa in onda di un famoso film della Disney, e vide la partecipazione di Heather Parisi, che in ogni puntata eseguiva una coreografia ispirata al film appena trasmesso.
Anche la nuova versione del talk-show meridiano di Raiuno ottenne molto successo.
All'interno della puntata di Natale della prima edizione della trasmissione, la Bonaccorti cantò il brano Buongiorno a tutte quante le mamme, una canzone per bambini scritta da lei assieme a Giovanni Ullu, con musiche di Paolo Ormi, che però in seguito non ha mai inciso su disco.
Nel 1986 il programma si aggiudicò sia l'Oscar TV sia il Telegatto come miglior trasmissione di talk show.
In una puntata della seconda edizione, la Bonaccorti annunciò in diretta di essere incinta, fatto che la pose al centro di pesanti accuse di utilizzo della TV pubblica per scopi privati; lo stress per la Bonaccorti fu tale che la sua gravidanza ebbe delle complicazioni, che culminarono in un aborto spontaneo, perdendo dunque il bambino che stava aspettando.
A causa di questi problemi di salute, la Bonaccorti fu costretta ad abbandonare temporaneamente la trasmissione (dal 29 ottobre al 19 novembre 1986) venendo sostituita nella puntata del 29 ottobre da una redattrice del programma, Livia Azzariti, che in quanto a conduzione aveva alle spalle soltanto il programma medico Colloqui sulla prevenzione ed in seguito divenuta nota come conduttrice di Unomattina, e, dal 30 ottobre al 19 novembre, da Giancarlo Magalli, autore del programma, che già ne occupava un piccolo spazio con un quiz telefonico.
Al termine della seconda edizione del programma, Enrica Bonaccorti lasciò la Rai per la Fininvest, mentre Gianni Boncompagni e molti altri componenti del cast in autunno passarono a Domenica in (la stessa Bonaccorti sarebbe dovuta esserne la conduttrice, ma in seguito alle polemiche createsi preferì rinunciare e passare alla concorrenza).
Rimase dunque Giancarlo Magalli, che venne definitivamente promosso come presentatore del programma (affiancato da Simona Marchini), che nell'autunno 1987 tornò in onda con un nuovo titolo: Pronto, è la Rai?, con la regia che passò a Lella Artesi.

## Curiosità
Enrica Bonaccorti fu scelta dai dirigenti Rai come conduttrice del programma solo all'ultimo momento; prima di lei, per sostituire Raffaella Carrà, erano infatti stati interpellati molti nomi illustri dello spettacolo italiano, sia della TV sia del cinema, tra cui la coppia Mondaini-Vianello, Ugo Tognazzi, Virna Lisi, Nino Manfredi, Sandra Milo, Claudia Cardinale e molti altri che però rifiutarono tutti l'offerta in quanto temevano di non reggere il confronto con la Carrà; alla fine la scelta cadde sulla Bonaccorti, che aveva riscosso un buon successo nelle annate precedenti come presentatrice del rotocalco preserale di Rai 1 Italia sera e prima ancora come attrice di diversi sceneggiati Rai degli anni settanta come Eleonora e L'amaro caso della baronessa di Carini, la quale, grazie proprio a Pronto, chi gioca?, ottenne la definitiva affermazione come presentatrice. Sia la Bonaccorti sia Boncompagni erano convinti che questa nuova versione del salotto meridiano di Raiuno si sarebbe rivelata un insuccesso (dovuto alla scarsa popolarità che aveva all'epoca la Bonaccorti) e invece alla fine gli ascolti furono addirittura maggiori rispetto a quelli registrati da Pronto, Raffaella?.